# Jonathan Ikoné
Nanitamo Jonathan Ikoné (Bondy, 2 de maio de 1998) é um futebolista francês que atua como ponta-esquerda. Atualmente joga no Como, emprestado pela Fiorentina.

## Carreira
Jonathan Ikone começou a carreira no Paris Saint-Germain.
Em julho de 2025, o Botafogo demonstrou interesse no atacante francês, então emprestado para o Como 1907.

## Títulos
Paris Saint-Germain
- Supercopa da França: 2016
- Copa da França: 2016–17

Lille
- Campeonato Francês: 2020–21[3]
- Supercopa da França: 2021

França
- Campeonato Europeu Sub-17: 2015

### Prêmios individuais
- Equipe do torneio do Campeonato Europeu Sub-17 de 2015[4]